# 우라니아

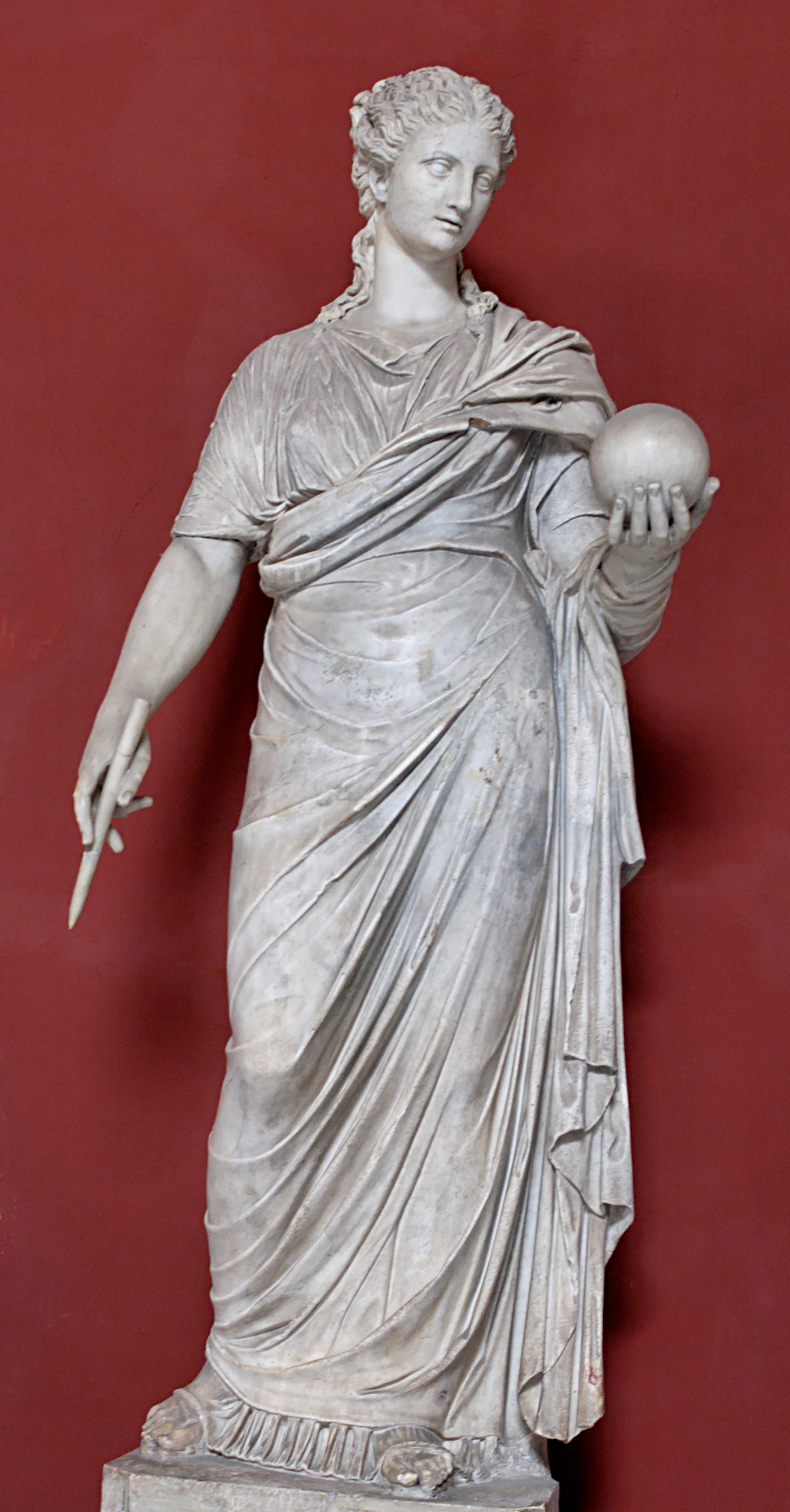
우라니아, 천문의 무사.

우라니아(Urania)는 그리스 신화에 나오는 무사의 하나로 천문을 맡고 있는 여신이다. 우라니아라는 이름의 뜻은 "하늘"이다. 왼손에는 지구, 오른손에는 못을 들고 발 밑에는 침묵의 상징인 거북이를 두고 있으며, 별로 수놓여진 외투를 입고 하늘을 바라보고 있는 것으로 묘사된다. 별의 위치를 통해 미래를 예견하는 능력을 가지고 있으며, 모든 사랑과 신성한 영혼에 관련이 있다고 종종 여겨진다. 철학과 천문에 관심이 있는 사람들은 그녀를 칭송하기도 한다.
르네상스 시대에 우라니아는 기독교 시인들의 무사로 여겨지는데, 존 밀턴의 서사시 실낙원에서 "하늘의 무사"로 불리었다. 그녀의 이름은 베를린, 비엔나, 취리히, 안트베르펀에 있는 천문대의 이름에 붙어 있으며, 튀코 브라헤가 세운 우라니보르크 또한 그녀의 이름에서 따온 것이다. 뉴올리언스에는 폴림니아와 펠리시티 스트리트 사이에 우라니아 스트리트가 있다.

## 같이 보기
- 디오도로스 시켈로스
- 헤시오도스
- 가이우스 율리우스 히기누스
- 오비디우스